# ! (album)
! – album stworzony przez The Dismemberment Plan. Został wydany 2 października 1995 roku w DeSoto Records. W albumie grał Steve Cummings – pierwotny perkusista zespołu – który odszedł krótko po jego wydaniu.

## Lista utworów
1. „Survey Says” – 2:08
2. „The Things That Matter” – 2:25
3. „The Small Stuff” – 3:02
4. „OK Jokes Over” – 4:27
5. „Soon to Be Ex Quaker” – 1:26
6. „I’m Going to Buy You a Gun” – 3:06
7. „If I Don’t Write” – 4:28
8. „Wouldn’t You Like to Know?” – 2:50
9. „13th and Euclid” – 2:18
10. „Fantastic!” – 4:14
11. „Onward, Fat Girl” – 2:46
12. „Rusty” – 4:29

## Zespół
Niżej wymienieni ludzie brali udział w tworzeniu!:
The Dismemberment Plan
- Eric Axelson – gitara basowa
- Jason Caddell – gitara
- Steve Cummings – perkusja
- Travis Morrison – wokal, gitara

Produkcja
- Andy Charneco and Don Zientara – nagranie